# 森多镇
森多镇，是中华人民共和国青海省海南藏族自治州贵南县下辖的一个乡镇级行政单位。
2012年，青海省人民政府批复同意撤销森多乡，设立森多镇，森多镇政府驻地整体搬迁至黄沙头。

## 行政区划
森多镇下辖以下地区：
青科羊村、完秀村、日茫村、塔哇村、鲁秀麻村、斯肉村、加尚村、卡加村、尼麻龙村、本龙村、贡哇村、加当村、斗龙村、扎日格村、赛羊村和元义村。